# 駿河屋作次郎
駿河屋 作次郎（するがや さくじろう、生没年不詳）は江戸時代の地本問屋兼団扇問屋である。

## 来歴
江戸の浅草お玉ケ池、後に浅草材木町家主で地本問屋を営業している。弘化から嘉永期に歌川広重、歌川国芳の錦絵および広重の団扇絵を出版している。団扇問屋、地本草紙問屋（仮組）の一軒。

## 作品
- 歌川広重 「東都遠足名所 羽根田弁財天詣」 団扇絵 天保14年（1843年）‐弘化4年（1847年）
- 歌川広重 『古代名誉四季の花』 団扇絵 錦絵揃物 弘化
- 歌川広重 『東都遠足名所』 団扇絵 錦絵 弘化嘉永
- 歌川国芳 「中村歌右衛門（四世）」 大判 弘化4年